# Игор II Кијевски
Блажени Игор је хришћански светитељ. Био је кнез черниговски и кијевски. Гоњен од својих рођака, он се замонашио. Кијевљани, незадовољни династијом Олговића, хтели су да је истребе. Због тога су напали манастир у коме се подвизавао Игор, ухватили га и убили. У хришћанској традицији помиње се да су због тога злочина многе невоље погодиле Кијевљане. Такође у хришћанској традицији помиње се да су на гробу Игоровом виђене свеће, саме од себе запаљене, и то у неколико махова, а над црквом, где је био сахрањен, видео се стуб огњени. Блажени Игор је пострадао 1147. године.

## Породично стабло
|  |                        |  |  |  |  |  |  |  |  |  |  |  |  |  |  |  |
|  | 2. Олег I од Чернигова |  |  |  |  |  |  |  |  |  |  |  |  |  |  |  |
|  |                        |  |  |  |  |  |  |  |  |  |  |  |  |  |  |  |
|  |                        |  |  |  |  |  |  |  |  |  |  |  |  |  |  |  |
|  | 1. Игор II Кијевски    |  |  |  |  |  |  |  |  |  |  |  |  |  |  |  |
|  |                        |  |  |  |  |  |  |  |  |  |  |  |  |  |  |  |
|  |                        |  |  |  |  |  |  |  |  |  |  |  |  |  |  |  |